# Promenaea ovatiloba
Promenaea ovatiloba är en orkidéart som först beskrevs av Johannes Christoph Klinge, och fick sitt nu gällande namn av Célestin Alfred Cogniaux. Promenaea ovatiloba ingår i släktet Promenaea och familjen orkidéer.

## Underarter
Arten delas in i följande underarter:
- P. o. ovatiloba
- P. o. robertii